# LSV Kolberg
Der Luftwaffen Sportverein Kolberg war ein kurzlebiger Sportverein im Deutschen Reich mit Sitz im heutzutage polnischen Kołobrzeg.

## Geschichte
Der LSV trat in der Saison 1940/41 in der 1. Klasse Pommern an. Dort platzierte sich der Verein mit 1:15 Punkten auf dem fünften Platz. In der nächsten Saison war dann sogar mit 16:4 Punkten der zweite Platz in der Gruppe drin. In der letzten Saison der 1. Klasse platzierte sich der Verein nach fünf gespielten Spielen mit 2:8 Punkten auf dem 4. Platz. In dieser Saison konnte lediglich ein einziges Spiel gewonnen werden. Zur neuen Saison wurden alle Vereine die noch am Spielbetrieb teilnehmen konnten in die Gauliga Pommern eingeteilt und dort in sogenannte Sportkreisgruppen eingeteilt. Die Gruppe Köslin des Abschnitt Ost wurde dem LSV zugeteilt. Diese Gruppe wurde aber auch schon früh abgebrochen, womit der Verein nur ein einziges Spiel bestreiten konnte, was jedoch zudem aber auch ein 10:0-Sieg war. Spätestens am Ende des Zweiten Weltkriegs wurde der Verein dann auch aufgelöst.